# فريا هوفمايستر
فريا هوفمايستر (بالألمانية: Freya Hoffmeister)‏ (و. 1964  م) هي سيدة أعمال ألمانية.